# Hydroides elegantulus
Hydroides elegantulus är en ringmaskart som först beskrevs av Bush 1910.  Hydroides elegantulus ingår i släktet Hydroides och familjen Serpulidae. Inga underarter finns listade i Catalogue of Life.